# Аратинга гаїтянський
Арати́нга гаїтянський (Psittacara chloropterus) — вид папугоподібних птахів родини папугових (Psittacidae). Ендемік острова Гаїті. Вимерлий пуерто-риканський аратинга раніше вважався підвидом гаїтянського аратинги, однак був визнаний окремим видом.

## Опис

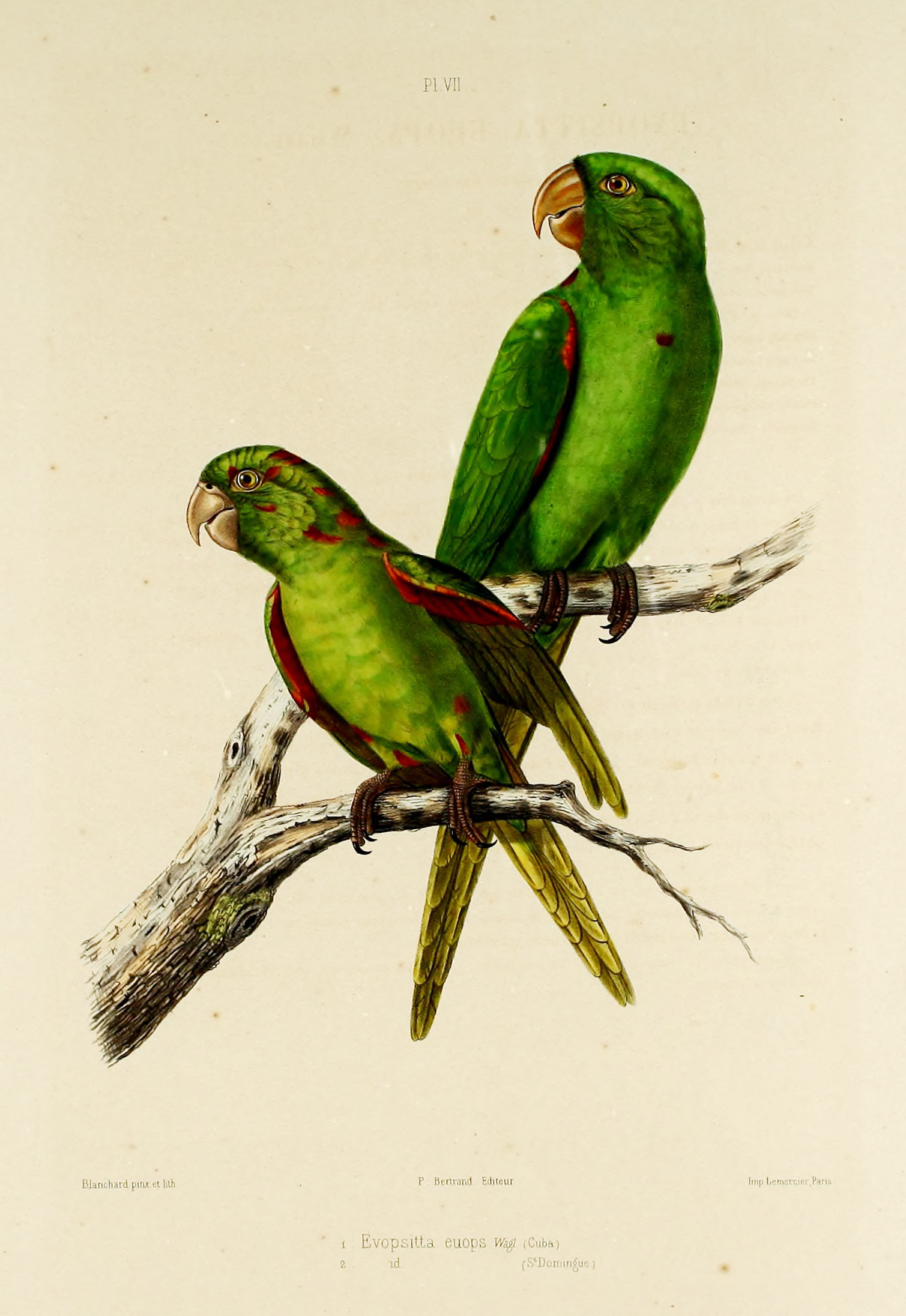
Аратинга кубинський (попереду) і аратинга гаїтянський (позаду)

Довжина птаха становить 30-33 см, вага 150 г. Забарвлення переважно зелене, на крилах червоні плями. Нижня сторона махових пер і хвоста жовтувато-зелена, на голові можуть бути червоні плямки. Райдужки жовті, навколо очей плями голої білої шкіри. Лапи сірувато-коричневі.

## Поширення і екологія
Гаїтянські аратинги мешкають в Домініканській Республіці і Гаїті, зокрема в горах Кордильєра-Сентраль, Сьєрра-де-Баоруко, Сьєрра-де-Неїба і Сель, а також в парках деяких міст, таких як Санто-Домінго. Вони живуть у вологих і сухих тропічних лісах, в пальмових гаях, рідколіссях і саванах, на полях і плантаціях, в парках і садах. Зустрічаються парами або зграйками до 10 птахів, на висоті до 3000 м над рівнем моря. Гніздяться в дуплах дерев або в гніздах деревних термітів.

## Збереження
МСОП класифікує цей вид як вразливий. За оцінками дослідників, популяція гаїтянських аратинг становить від 1500 до 7000 дорослих птахів. Їм загрожує знищення природного середовища і знищення як шкідників посівів.